# Musée des ondes Emile Berliner

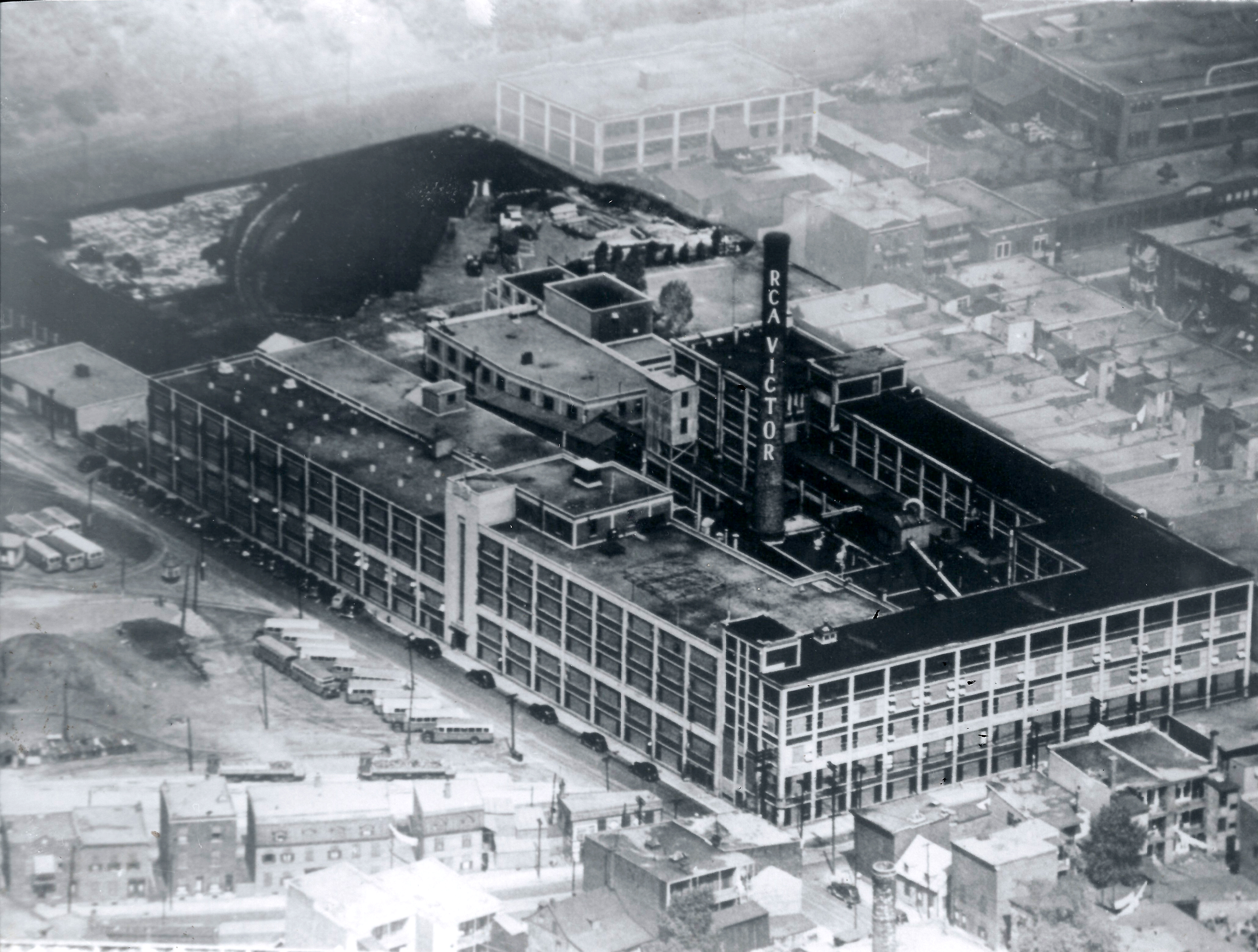
Das Gebäude (1943)

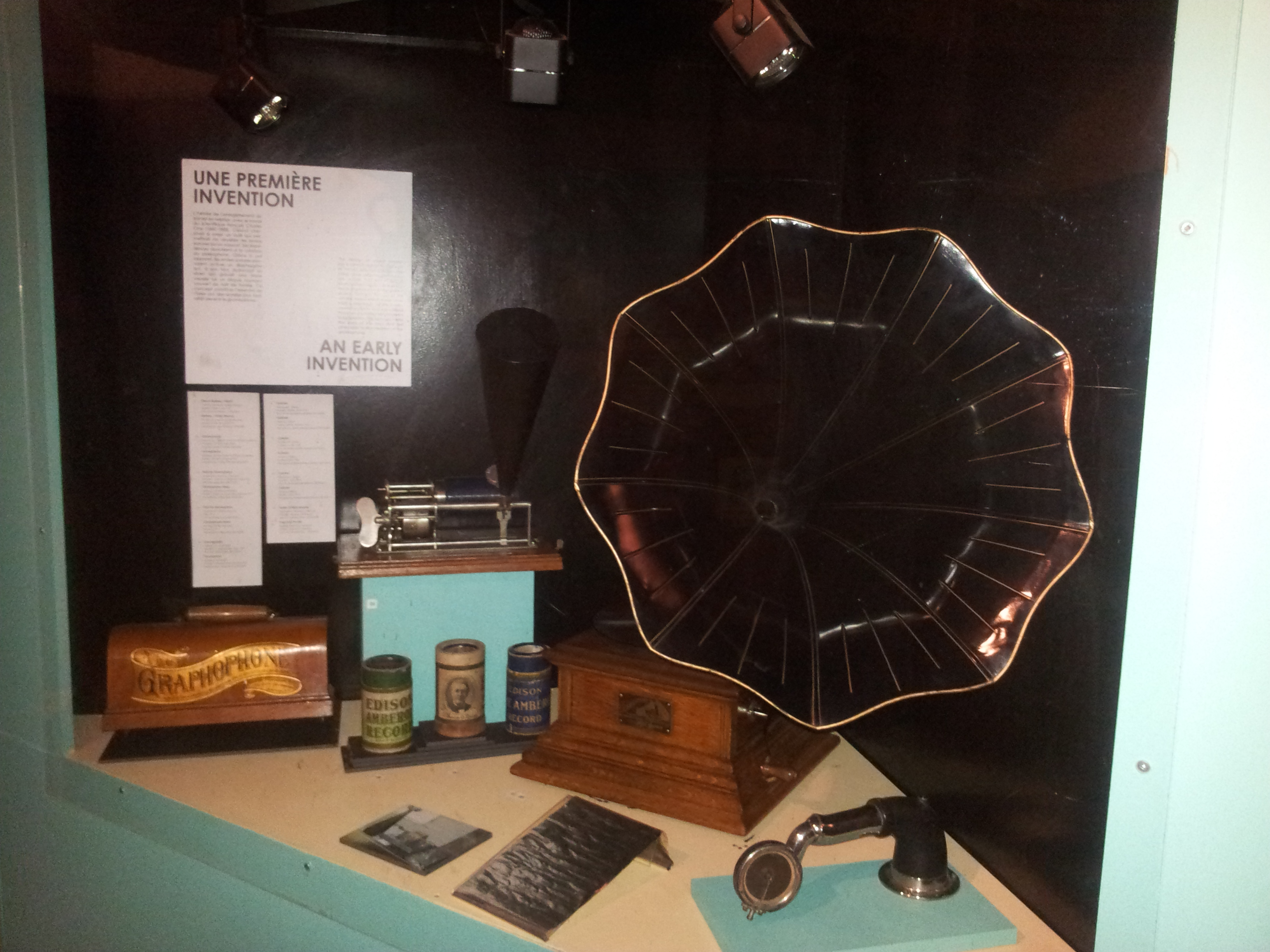
Exponate (2014)

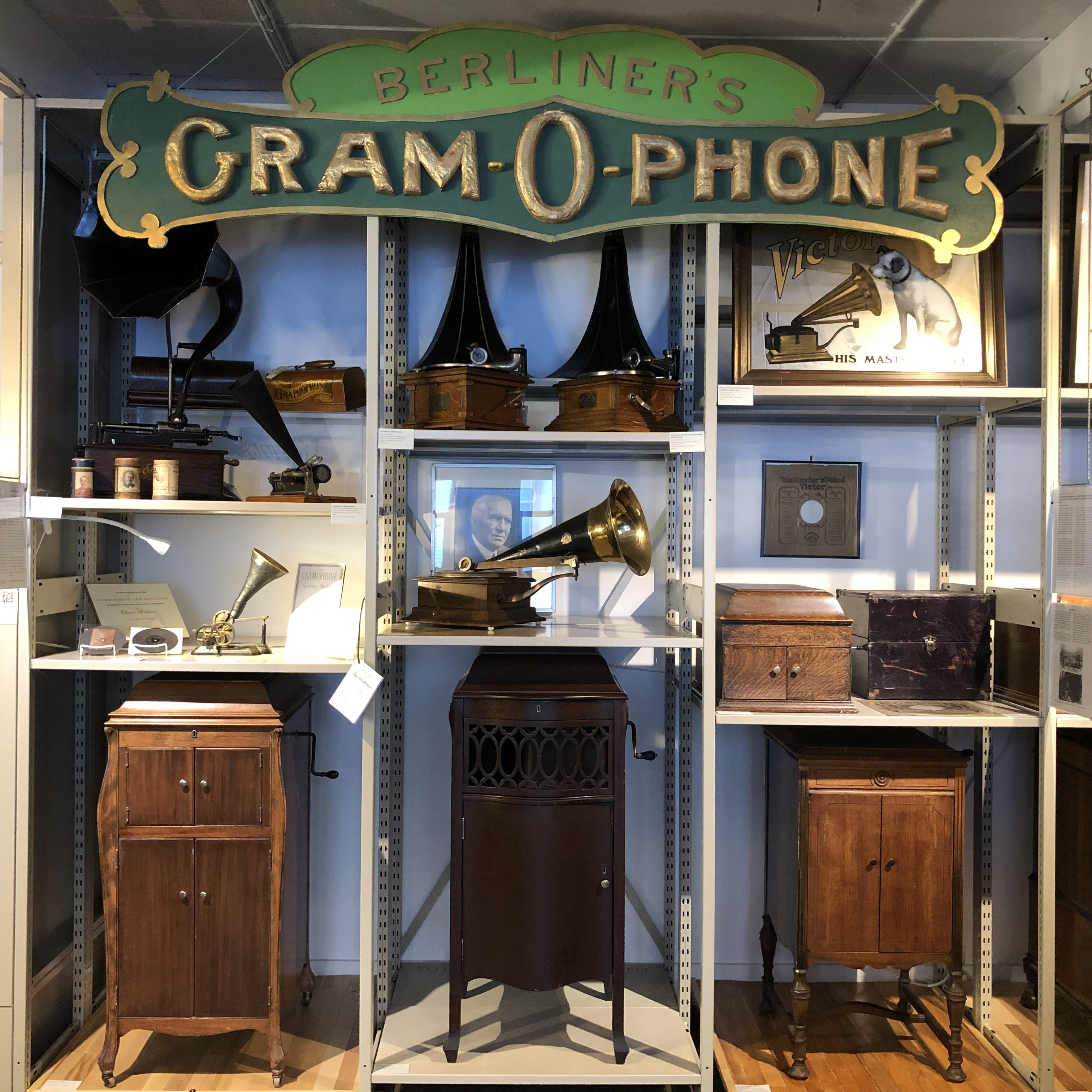
Dauerausstellung (2022)

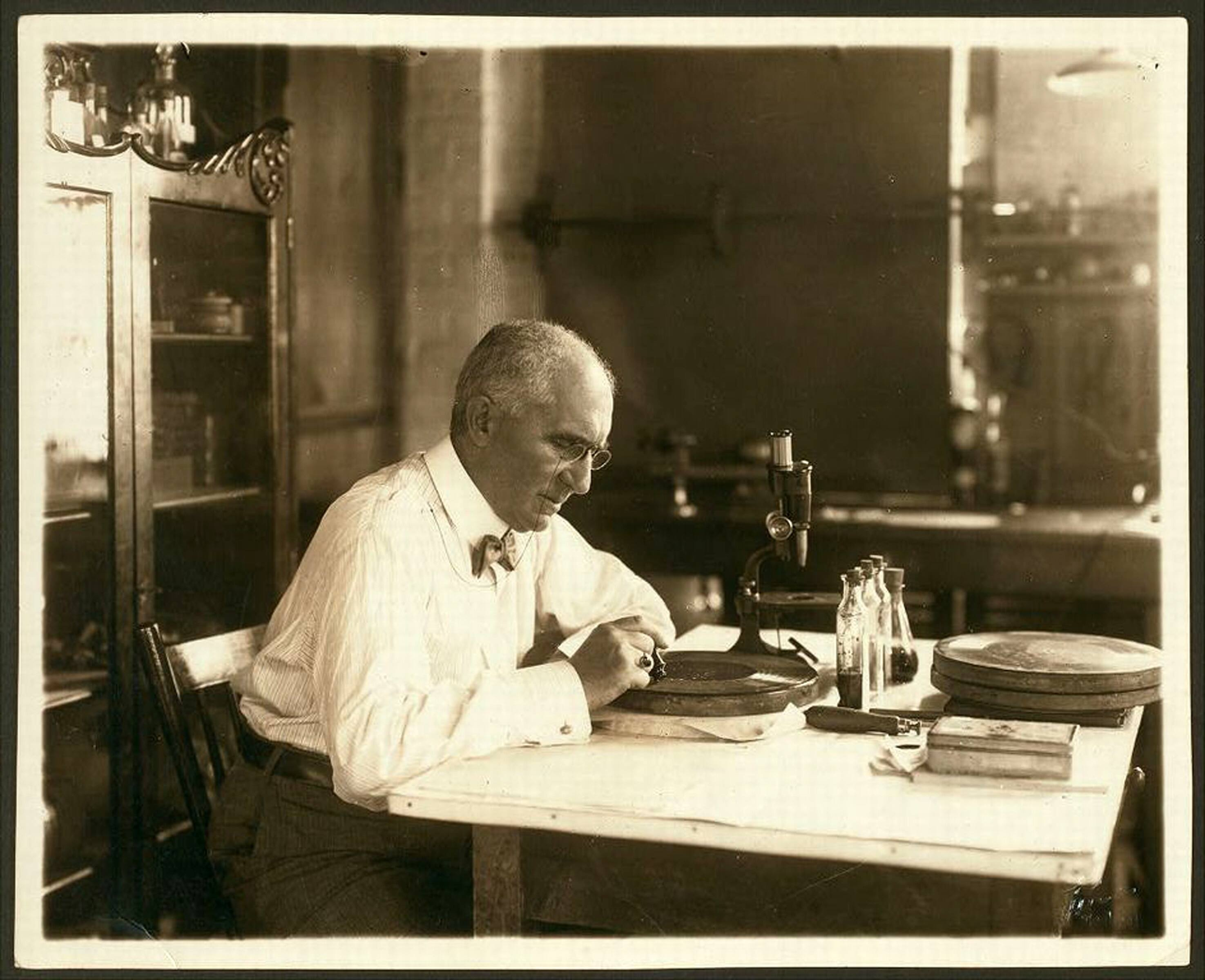
Emile Berliner (ca. 1910)

Das Musée des ondes Emile Berliner befindet sich in der historischen Fabrikanlage der Berliner Gram-o-phone Company in Montreal, Quebec, Kanada. Es ist ein technisches Industriemuseum zur Geschichte und Entwicklung der Tontechnik und benachbarter Themengebiete. Für das Projekt zum hundertjährigen Jubiläum des ersten öffentlichen Rundfunks in Kanada (Centennial of Broadcasting in Canada) erhielt das Museum den Governor General History Award für 2020.

## Gebäude
Der Fabrikkomplex war seit seiner Fertigstellung im Jahr 1907 bis 1924 der Hauptsitz der Firma von Emil Berliner. Emil Berliner war der Erfinder der Schallplatte. Er gründete gemeinsam mit seinem Bruder Joseph Berliner die Deutsche Grammophon Gesellschaft in Hannover.
Wegen eines ungerechten New Yorker Gerichtsurteils gegen ihn beschloss Berliner, seinen nordamerikanischen Firmensitz von Philadelphia ins benachbarte Kanada zu verlegen. Im Montréaler Saint-Henri fand er ein geeignetes Gelände und eröffnet dort die Fabrik der Berliner Gram-O-Phone Co. Montreal.
Nach 1929 gehörte die Fabrik zu RCA Victor Canada. Ende der 1950er-Jahre wurde an diesem Standort der erste kanadische Satellit, Alouette 1, fertiggestellt.
Das Museum wurde 1992 von Montrealer Bürgern in der ehemaligen Schallplattenfabrik gegründet. Jährliche Wechselausstellungen finden seit 1996 statt. Seit 2019 besitzt das Museum eine Dauerausstellung. Das Museum hat ungefähr 30.000 Objekte zu Themenbereichen der Aufnahmetechnik, Schallplattenproduktion, Tonwiedergabe, Tonträgern, aber auch der Satellitentechnik in seiner Sammlung, mit einem zeitlichen Rahmen von der Pionierzeit der Musikindustrie bis zur Digitalisierung.
Seit 2006 gibt es, dem Museum angegliedert, den Club des vieilles lampes, einen wöchentlicher Treffpunkt von pensionierten Tontechnikern, Plattensammlern, Historikern, Ingenieuren usw.
Das Gebäude, das sich heute „Édifice RCA“ nennt, wurde renoviert und zu einem gemischten Bürogebäude umgewandelt. Das Museum hat in mehreren Bereichen des Gebäudes Schaukästen zur ständigen Ausstellung aufgestellt.

## Ausstellungen (Auswahl)
- Vom Grammophon zum Satelliten (1996)
- Mein lieber Nipper – schon 100 Jahre (2000)
- Radio und Design (2002)
- 50 Jahre Fernsehen in Montreal (2003)
- Marconi, Erfinder der kabellosen Übertragung (2004)
- Montreal als Wiege der Plattenindustrie (2008)
- Goodbye Broadway, Hello Montréal (2010)
- Das Radio und der Krieg in Montreal (2015)
- Montreal im Weltraum (2016)
- Design Montreal RCA (2017)
- 100 Jahre öffentlicher Rundfunk in Montreal (2019)
- Herbert Berliner und die Compo Company in Lachine (2022)
- Radio Zuhause in Kanada (2024), publiziert in Digital Museum Canada in Englisch und Französisch
- Frauen in der Musik Industrie in Montreal (2024)

## Veranstaltungen und Veröffentlichungen
Das Museum veranstaltet regelmäßige Führungen in Englisch und Französisch. Es nimmt an den jährlich im Mai stattfindenden Montreal Museums Day teil sowie an den Journées de la Culture (Ende September).